# Philippe Doumenc
Pour les articles homonymes, voir Doumenc.
Philippe Doumenc est un écrivain né à Paris le 21 avril 1934 et mort le 19 juillet 2023 à Castelnau-le-Lez.
Il est le petit-fils du général Aimé Doumenc (1880-1948), et a longtemps travaillé dans l'aviation long-courrier.
Il a obtenu le prix Renaudot en 1989.

## Ouvrages
- 1989 : Les Comptoirs du Sud, Paris, éditions du Seuil (roman) prix Renaudot 1989[3]
- 1992 : En haut à gauche du paradis, Paris, éditions du Seuil, 1992, 314 p. (ISBN 978-2-02-016472-6 et 2-02-016472-8) (roman)
- 2003 : Les amants de Tonnegrande : roman, Paris, Cadre Rouge, 2003, 260 p. (ISBN 978-2-02-058935-2 et 2-02-058935-4) (roman)
- 2007 : Contre-enquête sur la mort d'Emma Bovary, Paris, Actes Sud, 2007, 186 p. (ISBN 978-2-7427-6820-2) (roman) Inspiré par le roman de Gustave Flaubert Madame Bovary, partant de la thèse que sa mort ne serait pas un suicide. Divers personnages du roman de Flaubert deviennent donc des suspects…
- 2008 : Un Tigre dans la soute : nouvelles, Paris, Actes Sud, 2008, 134 p. (ISBN 978-2-7427-7560-6 et 2-7427-7560-9) (recueil de récits)[4]